# Hannah Thomas
Hannah Thomas (14 marzo 2001) è una canoista neozelandese, specializzata nello slalom.

## Palmarès
- Campionati oceaniani di canoa slalom

Auckland 2021: argento nel C1 e bronzo nel K1.
Auckland 2023: argento nel C1.